# Brzi i žestoki: Povratak
Brzi i žestoki: Povratak (eng. Fast & Furious), američki akcijski film redatelja Justina Lina iz 2009. godine. Četvrta inkarnacija serijala ponovno udružuje originalnu glumačku postavu predvođenu Vinom Dieselom, Paulom Walkerom, Michelle Rodriguez i Jordanom Brewster.

## Radnja
Nakon što je pred zakonom pobjegao u Meksiko, Dominic Torreto (Vin Diesel) skrasio se u Dominikanskoj Republici u kolibi na plaži uz Letty (Michelle Rodriguez).  Zajedno s novom ekipom, koju osim Letty i njega čine Tego (Tego Calderón), Rico (Don Omar), Cara (Mirtha Michelle) i Han (Sung Kang) pljačka tankere s gorivom. U trenutku kada mu se policija opasno približi, napušta Letty i odlazi u Panama City. Međutim, uskoro doznaje od sestre Mije (Jordana Brewster) da je Letty ubijena. Taj tragičan događaj prisiljava Doma na povratak u Los Angeles gdje se opet susreće s Brianom O'Connerom (Paul Walker), sada agentom FBI-ja koji traga za dilerom Artuom Bragom (John Ortiz). Njih dvojica moraju nadići međusobne razmirice kako bi se udružili protiv zajedničkog neprijatelja, sociopatskog kralja droge koji opskrbljuje Ameriku smrtonosnim narkotikom.

## Glavne uloge
- Vin Diesel - Dominic "Dom" Torreto; kriminalac i vozač brzih automobila, koji se nakon pet godina izbivanja vraća u SAD kako bi osvetio smrt svoje djevojke.
- Paul Walker - Brian O'Conner; nekadašnji losangeleski policajac, sada agent FBI-ja koji se pridružuje Torretu u lovu na Bragu, šefa bande krijumčara droge.
- Michelle Rodriguez - Leticia "Letty" Ortiz; Domova cura koja se nagodila s FBI-jom da će se infiltrirati u Braginu bandu, a zauzvrat dobiti poništenje Domovih optužnica.
- Jordana Brewster - Mia Torreto; Domova sestra i Brianova nekadašnja ljubav.
- Sung Kang - Han; član Domova pljačkaškog tima u Dominikanskoj Republici. Nakon zadnjeg obavljenog posla odlazi u Tokio gdje pogiba (vidi: Brzi i žestoki: Tokio drift).
- Laz Alonso - Fenix; Bragov čovjek, Lettyin ubojica.

## Zarada
Film je sniman s budžetom od oko 85 milijuna USD, a u prvom vikendu prikazivanja zaradio je 70.950.500 USD. Ukupna zarada filma na dan 29. lipnja 2009. bila je 155,022,220 USD.

## Kritika
Unatoč talentiranom produkcijskom timu koji čine redatelj Justin Lin i producenti Neal H. Moritz, Vin Diesel i Michael Fottrell i scenariju Chrisa Morgana, četvrti dio serijala Brzi i žestoki naišao je na prilično loše kritike. Internetska stranica Rotten Tomatoes sasjekla je film davši mu ocjenu od svega 13%. Ni filmski kritičari nisu bili blagonakloni te su njihovi komentari redom negativni. "Režiser jednostavno nema volje i znanja učiniti ovoj film jednako interesantnim i uzbudljivim kakav je bio onaj iz 2001. godine". (New York Press). "Gluma je katastrofalna. Likovi su neuvjerljivi i plitki, a tzv. glumačke zvijezde izgledaju kao da ih je netko puškom natjerao na set". (Hollywood & Fine). Ipak, obični posjetitelji kino dvorana, kao i vjerni fanovi film su bolje ocijenili, dajući mu prolaznu ocjenu od 55%.